# Republica Catalană (2017)
Republica Catalană (catalană República Catalana), de asemenea cunoscută drept Catalonia, este un stat declarat unilateral în peninsula Iberică. Și-a declarat independența față de Spania în Parlamentul din Catalonia, pe fondul unei crize constituționale cauzată de problema referendumului pentru independență din 2017 Acest Referendum a fost declarat neconstituțional, ilegal și a ridicat mari suspiciuni cu privire la corectitudinea lui, nefiind verificat de nicio organizație independentă.
Odată ce parlamentul Catalan a declarat independența față de Spania, l-a si suspendat dupa 8 secunde. A doua zi Senatul Spaniol a declanșat Articolul 155 din Constituția spaniolă din 1978, iar prim-ministrul Mariano Rajoy a  dizolvat Parlamentul Cataloniei, a demis Consiliul Executiv din Catalonia și a convocat alegeri regionale anticipate pentru 21 decembrie 2017. Ca răspuns, Carles Puigdemont a declarat că doar parlamentele ar putea alege sau elimina guvernele într-o societate democratică și a cerut catalanilor "să se opună democratic" aplicării Articolului 155, dar nu a clarificat care ar fi răspunsul pentru ordinele date de către guvernului spaniol.
Începând 28 octombrie 2017, Republica catalană nu este recunoscută de comunitatea internațională, care consideră regiunea parte a Regatului Spaniei.

## Relații externe

### Recunoașterea internațională
| State care nu recunosc independența Cataloniei |
| ---------------------------------------------- |
| Andorra                                        |
| Argentina                                      |
| Australia                                      |
| Azerbaijan                                     |
| Belgium                                        |
| Bolivia                                        |
| Bulgaria                                       |
| Canada                                         |
| Chile                                          |
| Colombia                                       |
| Costa Rica                                     |
| Croatia                                        |
| Cyprus                                         |
| Czech Republic                                 |
| Ecuador                                        |
| Estonia                                        |
| Finland                                        |
| France                                         |
| Georgia                                        |
| Germany                                        |
| Greece                                         |
| Guatemala                                      |
| Honduras                                       |
| Hungary                                        |
| Indonesia                                      |
| Ireland                                        |
| Italy                                          |
| Kazakhstan                                     |
| Latvia                                         |
| Lithuania                                      |
| Luxembourg                                     |
| Mali                                           |
| Malta                                          |
| Mexico                                         |
| Moldova                                        |
| Morocco                                        |
| Netherlands                                    |
| Norway                                         |
| Panama                                         |
| Paraguay                                       |
| Peru                                           |
| Poland                                         |
| Portugal                                       |
| Romania                                        |
| Russia                                         |
| Senegal                                        |
| Serbia                                         |
| Sweden                                         |
| South Korea                                    |
| Sri Lanka                                      |
| Switzerland                                    |
| Turkey                                         |
| Ukraine                                        |
| United Kingdom                                 |
| United States                                  |